# Vasabi
Vasabi (znanstveno ime Eutrema japonicum ali Wasabia japonica; japonsko: ワサビ, わさび ali 山葵, izgovorjava [waꜜsabi]) ali japonski hren je rastlina iz družine križnic (Brassicaceae), kamor med drugim spadata tudi navadni hren in gorčica v drugih rodovih. Pasta iz zmletih korenin se uporablja kot ostra začimba za suši in drugo hrano. Po okusu je bolj podoben pekoči gorčici ali hrenu kot pa čili papriki, saj bolj stimulira nos kot jezik. Vendar so najpogostejše arome vasabija nadomestek in so narejene iz hrena in barvil za živila.
Rastlina naravno raste ob strugah potokov v dolinah gorskih rek na Japonskem. Dva glavna kultivarja na trgu sta E. japonicum 'Daruma' in 'Mazuma', obstaja pa še veliko drugih.
Najstarejši zapis o vasabiju kot hrani sega v 8. stoletje našega štetja. Priljubljenost v drugih državah je sovpadla s priljubljenostjo sušija in vztrajno naraščala približno do leta 1980.
Zaradi težav, ki omejujejo množično gojenje japonske rastline vasabi in s tem povečajo njeno ceno in zmanjšajo razpoložljivost zunaj Japonske, se zdaj namesto japonskega hrena največkrat uporabljajo pripravki iz navadnega hrena. Ta različica se na Japonskem običajno imenuje »zahodni vasabi« (西洋わさび).

## Taksonomija
Rastlina vasabi je doma na Japonskem, na Ruskem Daljnem vzhodu in na Korejskem polotoku. Siebold je leta 1830 poimenoval Cochlearia (?) vasabi, pri čemer je opozoril na njeno uporabo pro condimento ali »kot začimbo«;  vendar je to nomen nudum in sinonim Eutrema wasabi, ki ga je objavil Maximovich leta 1873,  je tako nelegitimno ime  Rastlino vasabi je prvi opisal Miquel leta 1866, kot Lunaria (?) japonica, iz vrste, ki jo je zbral Siebold na Japonskem, čeprav natančno nahajališče vrste ni bilo zabeleženo. Leta 1899 je Macumura postavil rod Wasabia in v njem prepoznal vrsti Wasabia pungens in Wasabia hederaefolia; te zdaj veljajo za sinonime Eutrema japonicum. Leta 1912 je Macumura priznal vrsto Wasabia japonica, svoje prejšnje Wasabia pungens pa je obravnaval kot sinonim. Leta 1930 je Koidzumi prenesel rastlino vasabi v rod Eutrema, pravilno ime in navedba avtorja sta Eutrema japonicum (Miq.) Koidz.

## Uporaba
VWasabi se običajno prodaja bodisi kot korenika ali steblo, ki ga je treba pred uporabo zelo drobno naribati, kot posušen prah ali kot pasta, pripravljena za uporabo, v tubah.
Del, ki se uporablja za vasabi pasto, je različno označen kot korenika, steblo ali »korenika in osnovni del stebla«.
V nekaterih vrhunskih restavracijah pasto pripravijo, ko stranka naroči in jo pripravijo s strgalnikom, s katerim naribajo steblo; ko je pasta pripravljena, izgubi okus v 15 minutah, če je nepokrita. Pri pripravi sušija kuharji običajno postavijo vasabi med ribo in riž, ker pokritje vasabija do serviranja ohrani njegov okus.
Sveže liste vasabija se lahko je surove, saj imajo pikanten okus stebla vasabija, vendar je pogost stranski učinek driska.
Stročnice (arašide, sojo ali grah) lahko pražimo ali ocvremo, nato pa jih obložimo z vasabijem v prahu, pomešanim s sladkorjem, soljo ali oljem, in zaužijemo kot hrustljav prigrizek. Na Japonskem se imenuje wasabi-mame (わさび豆, »vasabi fižol«).

## Nadomestek
Vasabiju so naklonjeni rastni pogoji, ki omejujejo njegovo široko gojenje – med drugim ne prenaša neposredne sončne svetlobe, zahteva temperaturo zraka med 8 in 20 °C, poleti ima raje visoko vlažnost. Zaradi tega pridelovalci ne morejo popolnoma zadovoljiti komercialnega povpraševanja, zaradi česar je vasabi precej drag. Zato je zunaj Japonske redko najti prave rastline vasabi.
Pogost nadomestek je mešanica hrena, gorčice, škroba in zelene jedilne barve ali špinače v prahu. Embalaža je pogosto označena kot vasabi, medtem ko sestavine dejansko ne vključujejo nobenega dela rastline vasabi. Glavna razlika med obema je barva, pri čemer je vasabi naravno zelen. Sveža korenina hrena je opisana kot podoben (čeprav enostavnejši) okus in tekstura kot svež vasabi.
Na Japonskem hren imenujejo seijō vasabi (西洋わさび, »zahodni vasabi«). V Združenih državah je pravi vasabi na splošno dosegljiv le v specializiranih trgovinah z živili in vrhunskih restavracijah.

## Kemija
Kemikalija v vasabiju, ki poskrbi za njegovo začetno ostrino, je hlapljiva spojina alil izotiocianat, ki nastane s hidrolizo naravnih tioglukozidov (konjugatov sladkorja glukoze in organskih spojin, ki vsebujejo žveplo); reakcijo hidrolize katalizira mirozinaza in se pojavi, ko se encim sprosti ob raztrganju celice, ki ga povzroči maceracija – npr. ribanje – rastline. Ista spojina je odgovorna za ostrino hrena in gorčice. Alil izotiocianat se lahko sprosti tudi, ko so rastline vasabija poškodovane, ker se uporablja kot obrambni mehanizem. Senzorična živčna tarča gorčičnega olja je kemosenzorični receptor TRPA1, znan tudi kot vasabi receptor.
Edinstven okus vasabija je rezultat kompleksnih kemičnih mešanic iz razbitih celic rastline, vključno s tistimi, ki nastanejo pri hidrolizi tioglukozidov iz sinigrina v glukozo in metiltioalkil izotiocianate:
- 6-MITC
- 7-metiltioheptil izotiocianat
- 8-metiltiooktil izotiocianat

Takšni izotiocianati zavirajo rast mikrobov, morda s posledicami za ohranjanje hrane pred kvarjenjem in zaviranje rasti bakterij v ustih.
Ker pekoči občutki vasabija niso na oljni osnovi, so v primerjavi z učinki kapsaicina v čiliju kratkotrajni in se sperejo z več hrane ali tekočine. Občutek se čuti predvsem v nosnem prehodu in je lahko precej boleč, odvisno od zaužite količine. Vdihavanje ali vohanje vasabijeve pare ima učinek kot vonj dišavne soli, lastnost, ki so jo izkoristili raziskovalci, ko poskušajo ustvariti dimni alarm za gluhe. En gluhi subjekt, ki je sodeloval pri testiranju prototipa, se je zbudil v 10 sekundah, ko so hlapi vasabija razpršili njegovo spalno komoro. Ignobelova nagrada za kemijo leta 2011 je bila podeljena raziskovalcem za določitev idealne gostote vasabija v zraku za prebujanje ljudi v nujnih primerih.

## Hranilna vrednost
Vasabi se običajno uživa v tako majhnih količinah, da je njegova hranilna vrednost zanemarljiva. Glavne sestavine surove korenine vasabija so ogljikovi hidrati (23,5 %), voda (69,1 %), maščobe (0,63 %) in beljakovine (4,8 %).

## Gojenje
Le malo krajev je primernih za obsežno gojenje vasabija, kar je težko tudi v idealnih razmerah. Na Japonskem se vasabi gojijo predvsem v naslednjih regijah:
- Polotok Izu v prefekturi Šizuoka (»Tradicionalno gojenje vasabija v Šizuoki na Japonskem« je globalno in japonsko nacionalno pomemben sistem kmetijske dediščine.[23][24]
- Prefektura Nagano, vključno s kmetijo Daio Wasabi v Azuminu (priljubljena turistična atrakcija in največja komercialna kmetija vasabija na svetu)
- Prefektura Ivate
- Prefektura Šimane, znana po svojem hikimi vasabi.

Številni objekti za umetno pridelavo obstajajo tudi daleč na severu do Hokaida in daleč na jug do Kjušuja. Ker je povpraševanje po pravem vasabiju večje od tistega, ki ga je mogoče proizvesti na Japonskem, ta uvaža velike količine vasabija iz ZDA, Kanade, Tajvana, Južne Koreje, Izraela, Tajske in Nove Zelandije. V Severni Ameriki Wasabia japonica goji peščica malih kmetov in podjetij v deževnih gozdovih na obali zahodne Kanade, na obali Oregona in na območjih gorovja Blue Ridge v Severni Karolini in Tennesseeju. V Evropi vasabi komercialno gojijo na Islandiji, Nizozemskem, Madžarskem in v Združenem kraljestvu.

## Priprava
Vasabi se pogosto nariba s kovinskim orošiganom, nekateri pa raje uporabljajo bolj tradicionalno orodje iz posušene kože morskega psa (fina koža na eni strani, groba koža na drugi). Uporabi se lahko tudi ročno izdelan strgalnik z nepravilnimi zobmi morskega psa. Če strgalnika za kožo morskega psa ni na voljo, je lahko sprejemljiv nadomestek keramični strgalnik za sir.